# Otto Siffling
Otto Siffling (Mannheim, 3 de agosto de 1912-ibídem, 20 de octubre de 1939) fue un futbolista alemán que jugaba como delantero. 
Una calle de su ciudad natal lleva su nombre en su honor, así como también una tribuna del Carl-Benz-Stadion. También se creó una placa conmemorativa en su honor en la calle Huben.

## Carrera y fallecimiento
Siffling fue uno de los delanteros centro más talentosos de la década de 1930. Considerado testarudo y excepcionalmente dotado, era un virtuoso en el campo que impresionaba con su ingenio e imaginación en el balón. Al no ser aficionado al juego excesivamente físico, no era un delantero centro tradicional, prefiriendo crear más que marcar. De naturaleza taciturna, no le gustaba ser el centro de atención y las ovaciones a veces lo hacían sentir incómodo. Su actuación con el Breslau Eleven en 1937 fue la cima de su carrera. En 1938, su nivel bajó repentinamente de manera inexplicable, por lo que no fue titular en la Copa Mundial de 1938. Un año después murió de pleuritis, a los 27 años. A su entierro en el Cementerio de Käfertal de Mannheim, acudieron más de 2.000 personas.
En su libro Fussball de 1978, Helmut Schön lo describió de la siguiente manera:

Como delantero centro no era un tanque, sino un delantero centro jugador que, aun así, era enormemente peligroso de cara a la portería. En el famoso partido de Breslau marcó cinco goles. Creaba goles y marcaba goles.

## Selección nacional
Fue internacional con la selección alemana en 31 ocasiones y convirtió 17 goles. Formó parte de la selección que obtuvo el tercer lugar en la Copa del Mundo de 1934.

### Participaciones en Copas del Mundo
| Mundial                        | Sede    | Resultado        | Partidos | Goles |
| ------------------------------ | ------- | ---------------- | -------- | ----- |
| Copa Mundial de Fútbol de 1934 | Italia  | Tercer lugar     | 4        | 1     |
| Copa Mundial de Fútbol de 1938 | Francia | Octavos de final | 0        | 0     |

### Participaciones en Juegos Olímpicos
| Olimpiada                       | Sede          | Resultado        | Partidos | Goles |
| ------------------------------- | ------------- | ---------------- | -------- | ----- |
| Juegos Olímpicos de Berlín 1936 | Alemania nazi | Cuartos de final | 1        | 0     |

## Clubes
| Club             | País          | Año       |
| ---------------- | ------------- | --------- |
| Waldhof Mannheim | Alemania Nazi | 1930-1938 |

## Palmarés

### Campeonatos regionales
| Título                                        | Club             | País                | Año  |
| --------------------------------------------- | ---------------- | ------------------- | ---- |
| Bezirksliga Rhein-Saar (división del Rin) (I) | Waldhof Mannheim | República de Weimar | 1931 |
| Bezirksliga Rhein-Saar (división del Rin) (I) | Waldhof Mannheim | República de Weimar | 1932 |
| Bezirksliga Rhein-Saar (división del Rin) (I) | Waldhof Mannheim | Alemania nazi       | 1933 |
| Gauliga Baden                                 | Waldhof Mannheim | Alemania nazi       | 1934 |
| Gauliga Baden                                 | Waldhof Mannheim | Alemania nazi       | 1936 |
| Gauliga Baden                                 | Waldhof Mannheim | Alemania nazi       | 1937 |